# Iris polystictica
Iris polystictica es una especie de mantis de la familia Tarachodidae. Presenta las subespecies: I. p. mongolica, I. p. polystictica, I. p. shahdarinica e I. p. shugnanica.

## Distribución geográfica
Se encuentra en Asia.